# Индейские языки Южной Америки

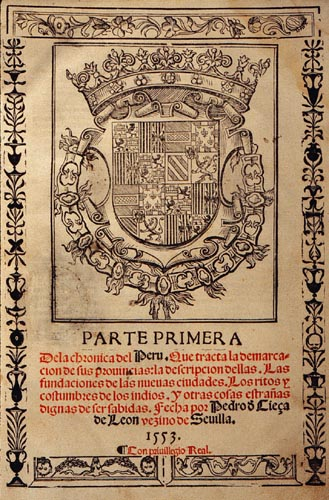
Первая часть книги «Хроника Перу», впервые описывающая многие этносы и языки Южной Америки (1553).

Инде́йские языки́ Ю́жной Аме́рики отличаются необыкновенной генетической дробностью, сравнимой только с папуасскими языками. Согласно наиболее авторитетной классификации Кауфмана (1994) и Кэмпбелла (1997) выделяются следующие семьи, изоляты и неклассифицированные языки, распределённые по предложенным Кауфманом геолингвистическим областям.
Номера соответствуют принятым у Кауфмана. В квадратных скобках указано число языков внутри общности. † — вымершие языки.

## Северо-Запад
Горная Колумбия, Панама, Коста-Рика

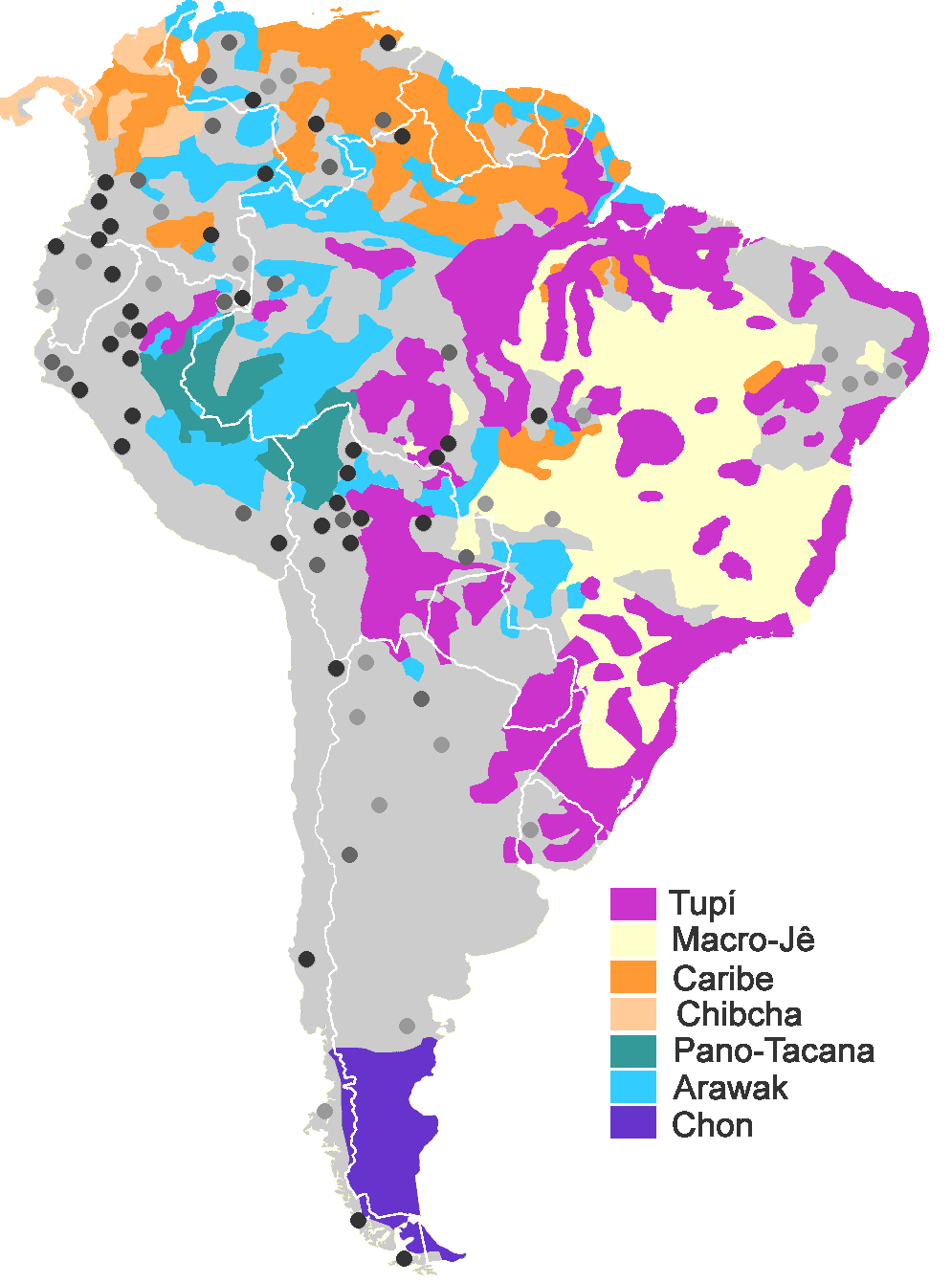
Языковые семьи Южной Америки

- 1. Юриманги (юруманги) язык [1] † (изолят)
- 2. Тимот(ей)ская (тимотэ) семья [3]
- 3. Хирахарская семья [3] †
- 4. Чоко семья [5]
- 5. Бетой (хирара) [1] † (неклассифицированный язык)
- 6. Паэс язык [1]
- 7. Андаки язык [1] †
- 8. Барбакоанская семья [8]
- 9. Чибчанская семья [21]
- 10. Мисумальпанская семья [4] → языки Средней Америки
- 11. Камса́ (камынча) язык [1] (изолят)
- Вымершие неклассифицированные языки, отсутствующие у Кауфмана: ансерма, гуасусу, идабаэс, оромина, руна.

## Западная Амазония I
- 12. Тинигуанская (тинива) семья [3]
- 13. Отомакская (отомако) семья [2] †
- 14. Гуамо (вамо) [1] † (неклассифицированный язык)
- 15. Чапакурская семья [9]
- 16. Гуахибская (вахиво) семья [4]
- 17. Аравакская семья [65]
- 18. Мади (араванская) семья [8]
- 19. Харакмбытская (туйонери) семья [2]: амаракаэри, вачипаэри

## Западная Амазония II
юг Колумбии, Бразилия, восток Перу, север Боливии
- 20. Пуйнавская (маку) семья [5] — не путать с изолятом маку (см. ниже № 117)
- 21. Дьяпанская (катукинская) семья [5]
- 22. текирака (абишира) язык [1](†) (изолят)
- 23. Каничана язык() [1](†) (изолят)
- 24. Туканская (тукано) семья [23]
- 25. Юри  (жури) [1] † (неклассифицированный язык)
- 26. Муничи [1] † (неклассифицированный язык)
- 27. Тыкуна язык [1] (изолят)

## Северные Предгорья
Предгорья Эквадора, северо-восток Перу, Венесуэлы и Колумбии.
- 28. Эсмеральда (такаме) язык [1] (изолят)
- 29. Яруро (пуме) язык [1] (изолят)
- 30. Кофан язык [1]
- 31. Кандоши язык [1] (изолят)
- 32. Хиварская (хиваро) семья [4]
- 33. Кавапанская семья [2]
- 34. Сапарская (сапаро) семья [3]
- 35. Ягуанская (ява, пеба) семья [3]
- 36. Омурано (умурана) язык [1] † (изолят)
- 37. Тауширо (пинче) язык [1] (изолят)
- 38. Уаорани (сабела, уаорани) язык [1] (изолят)
- 39. Урарина (шимаку) язык [1] (изолят)
- 40. Бора-уитотская семья [9]
  - боранская ветвь [2]
  - уитотская ветвь (уитото) [7]
- 41. Андоке язык [1] (изолят)

## Анды
Горные Эквадор, Перу, Боливия.
- 41. Каньяри [1] † (неклассифицированный язык)
- 41. Мочика (юнга язык [1] † (изолят)
- 41. Пуруха (пурува, пуруа) [1] † (неклассифицированный язык)
- 42. Чолонская семья (хибито-чолонская) [2]: чолонский и хибито
- 43. Кульи [1] † (неклассифицированный язык)
- 44+45. Сечура-катакао семья [3]
- 46. Леко язык [1] (изолят)
- 47. Кечуанская семья [17]
- 48. Аймаранская (хаки) семья [2]
- 49. Уру-чипая семья [2]
- 50. Пукина язык [1] † (изолят)
- 51. Кальявалья [1] — креольский язык, пукина-кечуа
- отсутствуют у Кауфмана:
  - Кунса (атакама) [1] † (изолят)
  - Капак-сими † — тайный язык инков, достоверно не отождествлён: пукина или уру

## Южные Предгорья
Предгорья Боливии и восток Перу
- 52. Юракаре язык [1] (изолят)
- 53+54. Пано-таканская семья [33]
  - 53. паноанская подсемья (пано): [28]
  - 54. таканская подсемья (такана) [5]
- 55. Мосетен язык [1] (изолят)
- 56. Чонская семья [3]

## Южный Конус
Южный конус — юг Чили и Аргентины
- 57. Ямана (яган) язык [1]  (изолят)
- 58. Алакалуф (кавескар) язык [1] (изолят) — иногда ошибочно объединяется с псевдо-языком какауа в алакалуфскую семью
- 58. Чоно (аксанас) [1] † (неклассифицированный язык)
- 59. Арауканский язык (мапудунгу) [1]
- 60. Пуэльче язык [1] † (изолят)
- 61. Уарпейская семья [2] †

## Гран-Чако
Гран-Чако — север Аргентины, юг Боливии, запад Парагвая
- 62. Матакская (матако) семья [4]
- 63. Гуайкурская (вайкуру́) семья [7]
- 64. Чарруанская семья [2] †
- 65. Луле [1] † (изолят)
- 66. Вилела [1] (изолят)
- 67. Маскойская семья [4]
- 68. Самук(оан)ская семья [2]
- 69. Горготоки [1] † (неклассифицированный язык)

## Восточная Бразилия
- 70. Чикитано язык [1]
- 71-82. Макро-же макросемья [35]
  - 71. Борор(оан)ская семья [3]
  - 72. Ботокудская (айморе) семья [3]
  - 73. Рикбакца язык [1]
  - 74. Же семья [12]
  - 75. Жейко язык [1] †
  - 76. Камаканская семья [5] †
  - 77. Машакалийская семья [3]
  - 78. Пурийская семья [2] †
  - 79. Фулнио язык [1]
  - 80. Каража язык [1]
  - 81. Офайе язык [1]
  - 82. Гуато язык [1]
- 83. Оти [1] † (неклассифицированный язык)
- 84. Баэнан [1] † (неклассифицированный язык)
- 85. Кукура [1] † (неклассифицированный язык)

## Северо-восточная Бразилия
- 86. Катембри [1] † (неклассифицированный язык)
- 87. Каририйская семья (Карири-шоко) [4] †
  - 95. Шоко [1] †
- 88. Туша [1] † (неклассифицированный язык)
- 89. Панкарару [1] † (неклассифицированный язык)
- 90. Нату [1] † (неклассифицированный язык)
- 91. Шукуру [1] † (неклассифицированный язык)
- 92. Гамела [1] † (неклассифицированный язык)
- 93. Вамоэ (уамуэ́) [1] † (неклассифицированный язык)
- 94. Тарайриу [1] † (неклассифицированный язык)

## Центральная Амазония
Бразилия, север Аргентины, Боливия (Бени)
- 96. Муранская семья [4]
- 97. Матанави [1] † (неклассифицированный язык)
- 98. Итонама (сихнипадара) язык [1] (изолят)
- 100. Капишана язык [1] (изолят)
- 101. Ябутийская семья (жабутийская) [3]
- 102. Коая (кважа, арара) язык [1] (изолят)
- 103. Айкана (корумбиара) язык [1] (изолят)
- 104. Намбикварская семья [5]
- 105. Иранче (мынкы) [1] (неклассифицированный язык)
- 106. Трумай язык [1] (изолят)
- 107. Мовима язык [1] (изолят)
- 108. Каювава язык [1] (изолят)
- 109. Тупи семья [46]

## Северная Амазония
Бразилия, Венесуэла, Гайана, Суринам, Гвиана
- 110. Карибская семья [43]
- 111. Яномамская семья [4]
- 112. Варао (гварао, варау) язык [1] (изолят)
- 113. Тарума [1] † (неклассифицированный язык)
- 114. Салив(ан)ская семья [2]
- 115. Арутани (уруак, аваке) [1] (неклассифицированный язык)
- 116. Кальяна (сапе) [1] (неклассифицированный язык)
- 117. Ма́ку — изолированный, не путать с языками маку (пуйнавскими)
- 118. Хоты [1] (неклассифицированный язык)

## Неклассифицированные языки, отсутствующие у Кауфмана
- Живые: агавотагуэрра, амикоана, каимбе́, караавьяна, карабайо, коорошитари, корубо, уру-па-ин, ювана.
- Вымершие: агуано, ара́ра (Акре), ара́ра (Мату Гросу), буруэ, уакона, уасу, иапама, ибито, имарима, кагуа, какан, камба, камбива, карипуна, кошима, кумерал, миарра, мусо, натагаимас, нукак маку́, омехес (омежес), пакарара, палта, панкараре, пансалео (кито), пантагора (паленке), панче, папаве, парава, патагон, паташо́-ананаи, пихао (пинао), пишауко, понарес, таваре, тапеба, тимана, тингуи-бото́, томедес, тремембе́, трука́, чане́, чипиаже (чипиахес), ялкон, яри́.

## Гипотезы
- Чимуанские языки — языки мочика, каньяри и пуруха